# اموناک (آلاسکا)
اموناک (به انگلیسی: Emmonak) شهری در ناحیه سرشماری وید همپتون ایالت آلاسکا است که جمعیت آن در سرشماری سال ۲۰۰۰ میلادی ۷۶۷ نفر بوده‌است.